# Nikola Michow (Bibliograf)
Nikola Wassilew Michow, bulgarisch Никола Василев Михов, (* 6. März 1877 in Gabrowo; † 5. April 1962 in Sofia) war ein bulgarischer Bibliograf und Wirtschaftsstatistiker.

## Leben
Michow studierte Sozialwissenschaften in Brüssel. Es schlossen sich Tätigkeiten in Bibliotheken in Berlin, München, Leipzig, Paris und London an. Zugleich studierte Michow fremdsprachige Literatur über Bulgarien. Er war Mitglied der Bulgarischen Akademie der Wissenschaften. Seine Arbeit gilt als wichtig für die Entwicklung der bulgarischen wissenschaftlichen Bibliografie.
Michow wurde mit dem Dimitroffpreis ausgezeichnet.